# Castelo Tolquhon
O Castelo Tolquhon localiza-se a Norte de Aberdeen, na Escócia.
Destacando-se por seu portão de armas ricamente ornamentado, Tolquhon é um dos mais pitorescos castelos na região de Grampian.

## Galeria

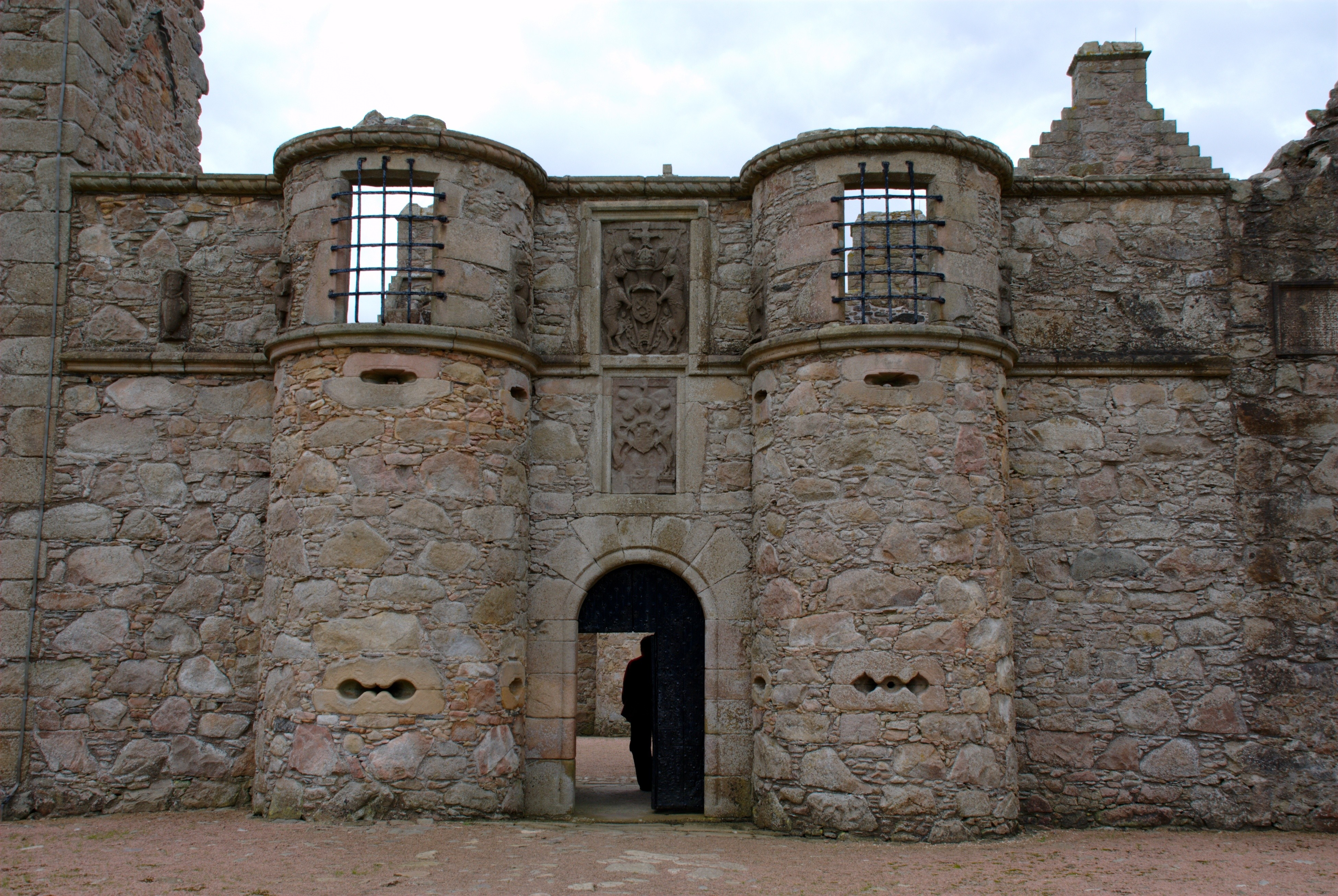
Portão de armas
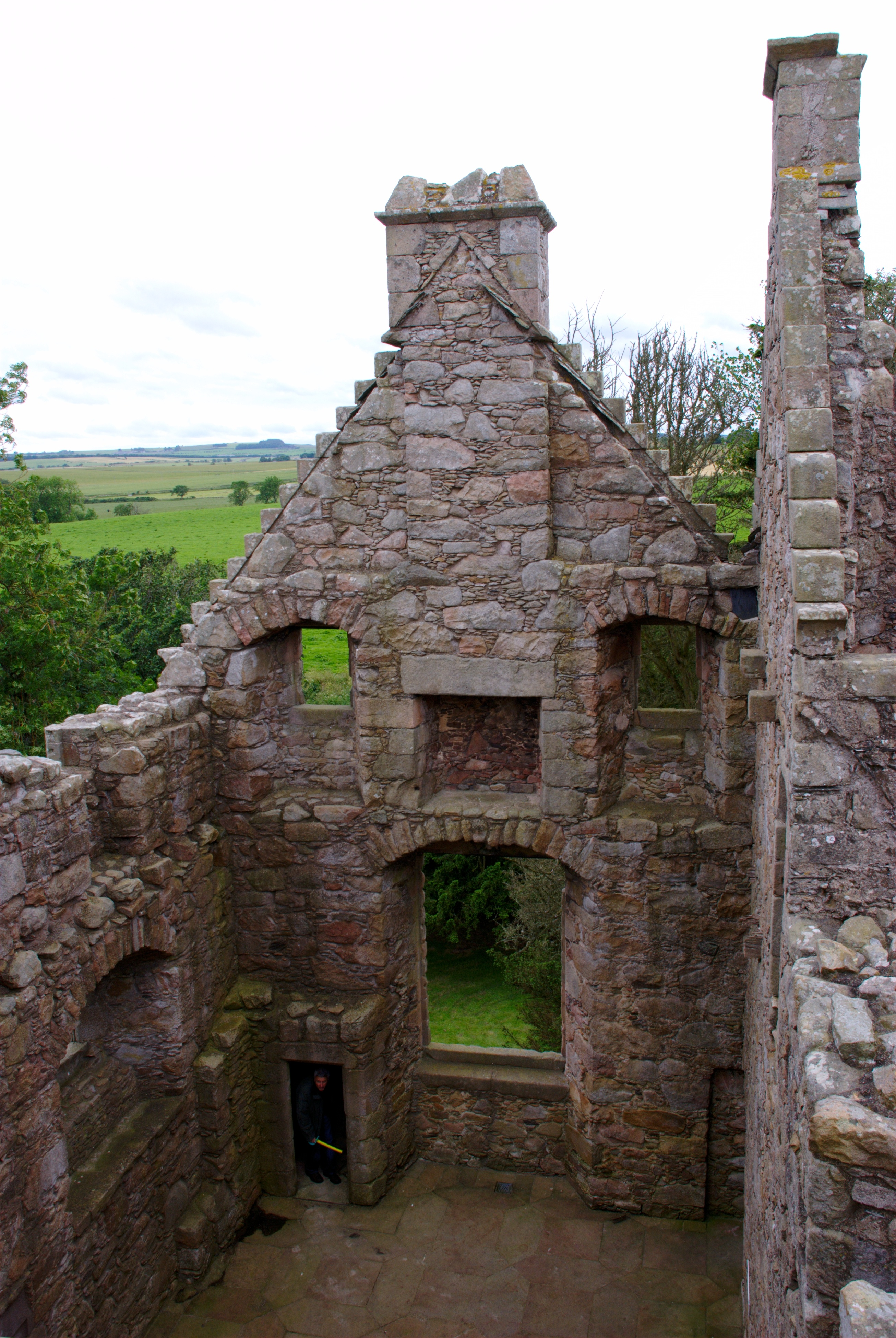
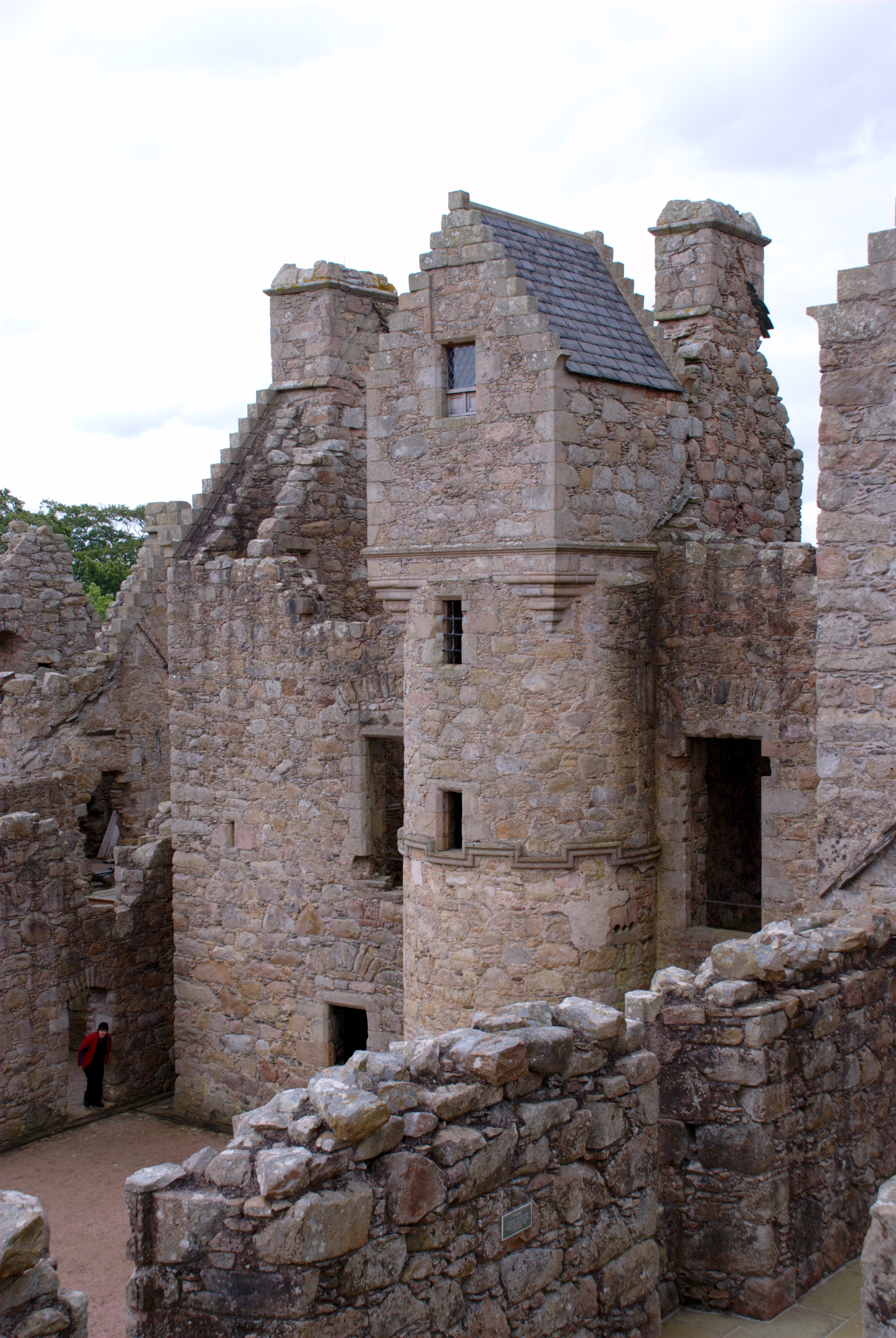
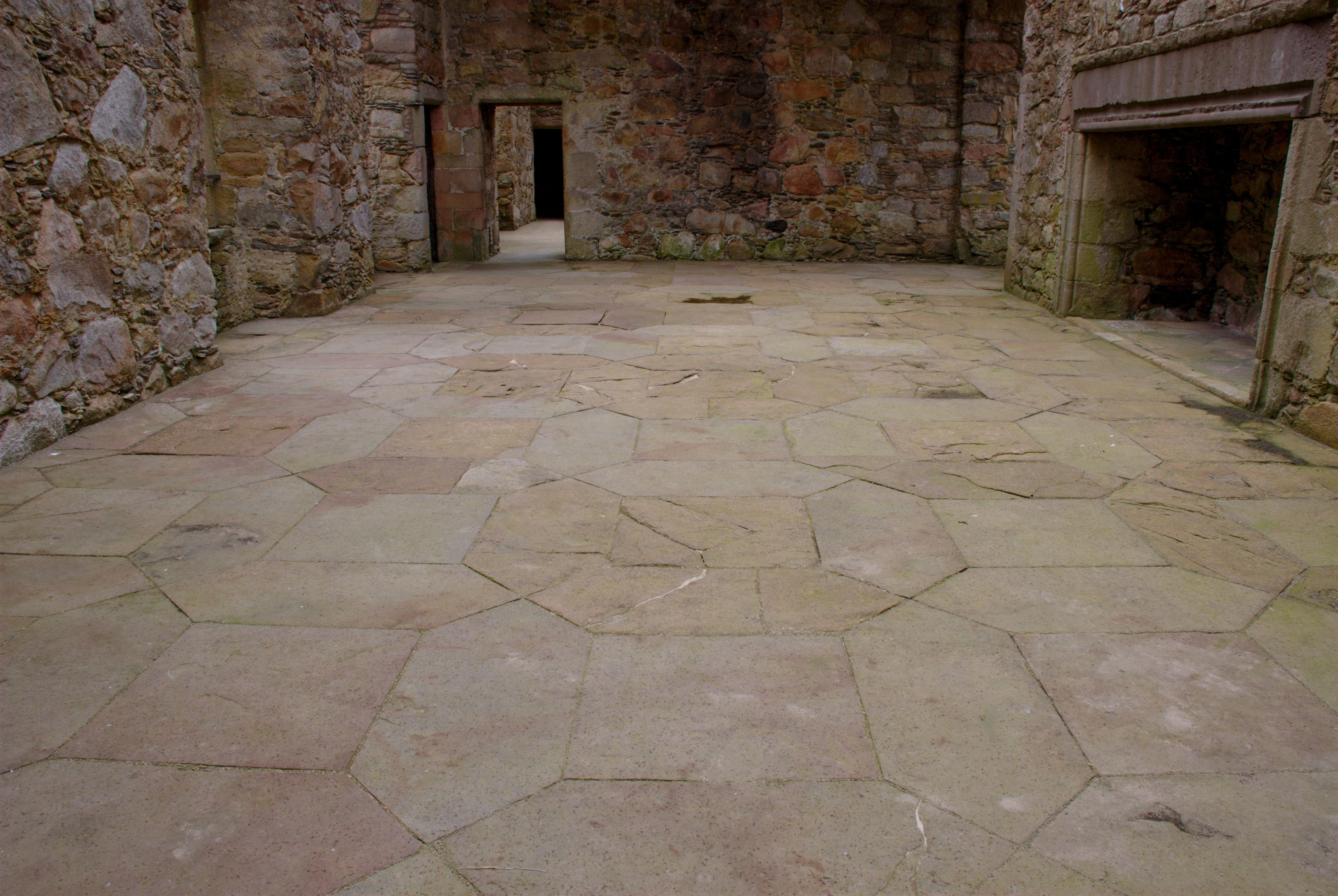
Pormenor do chão da entrada